# شب در موزه: راز مقبره
شب در موزه: راز مقبره (انگلیسی: Night at the Museum: Secret of the Tomb) فیلمی در ژانر کمدی، فانتزی و ماجرایی به کارگردانی شاون لوی با بازی بن استیلر که در سال ۲۰۱۴ منتشر شد. این فیلم سومین قسمت در سری فیلم‌های شب در موزه و دنباله‌ای بر فیلم شب در موزه: نبرد اسمیتسونین (۲۰۰۹) می‌باشد، قسمت چهارم با عنوان شب در موزه: کامونرا دوباره برمی‌خیزد در سال ۲۰۲۲ به صورت پویانمایی منتشر شد.
فیلمبرداری اصلی از ژانویه تا می ۲۰۱۴ در لندن، انگلستان و بریتیش کلمبیا، کانادا انجام شد. این فیلم در ۱۱ دسامبر ۲۰۱۴ در تئاتر زیگفلد شهر نیویورک اکران شد و در ۱۹ دسامبر ۲۰۱۴ در ایالات متحده اکران شد. فیلم بیش از ۳۶۳ میلیون دلار در گیشه فروخت و به کم‌فروش‌ترین فیلم این مجموعه تبدیل شد. و مانند پیشینیان خود، نقدهای متفاوتی دریافت کرد. این فیلم به رابین ویلیامز و میکی رونی اختصاص دارد که هر دو قبل از اکران فیلم درگذشتند.

## داستان
لری دیلی، نگهبان امنیتی باید به لندن سفر کند تا لوح احکمنرا، یک مصنوع مصری که باعث زنده شدن نمایشگاه‌ها می‌شود، قبل از ناپدید شدن جادو، به لندن برگرداند.

## بازیگران
- بن کینگزلی
- بن استیلر
- رابین ویلیامز در نقش تئودور روزولت
- بیل کوبس
- دن استیونز
- دیک ون دایک
- میکی رونی
- اوون ویلسون
- پاتریک گلگر
- راچل هاریس
- رامی ملک
- ربل ویلسون
- ریکی جرویس
- استیو کوگان
- میزوئو پک
- کریستال